# Creature (pel·lícula de 1985)
Creature (també coneguda com The Titan Find) és una pel·lícula de ciència-ficció i de terror estatunidenca dirigida per William Malone i estrenada en 1985. És protagonitzada per Stan Ivar, Wendy Schaal, Robert Jaffe, Lyman Ward, Diana Salinger, Klaus Kinski, Annette McCarthy, Marie Laurin, John Stinson i Jim McKeny. Presenta els primers treballs d'efectes especials de Robert i Dennis Skotak, que van a dissenyar els efectes especials d' Aliens.

## Sinopsi
La nau espacial estatunidenca Shenandoah viatja a Tità, una lluna de Saturn, amb el propòsit d'investigar un jaciment arqueològic trobat en el satèl·lit. La tripulació descobreix que la seva missió entra en competició amb una altra rival procedent d'Alemanya Occidental. Els estatunidencs de la Shenandoah no troben més que cadàvers en la nau espacial alemanya i a un únic i enigmàtic supervivent, Hofner (Klaus Kinski), que els avisa que el jaciment no és sinó una instal·lació alienígena que alberga els més variats tipus de forma de vida extraterrestre a manera de col·lecció —la col·lecció de papallones d'un nen, en paraules del propi Hofner. Una criatura alienígena escapolida és la responsable dels assassinats i la seva voracitat assassina la porta a intentar liquidar a la tripulació del Shenandoah, al comandament del qual està el capità Davison (Stan Ivar) i a la qual també pot controlar mitjançant un estrany paràsit introduït en els seus cadàvers.

## Repartiment
| Actor            | Personatge           |
| ---------------- | -------------------- |
| Stan Ivar        | Captain Mike Davison |
| Wendy Schaal     | Beth Sladen          |
| Lyman Ward       | David Perkins        |
| Robert Jaffe     | Jon Fennel           |
| Diane Salinger   | Melanie Bryce        |
| Annette McCarthy | Dr. Wendy H. Oliver  |
| Marie Laurin     | Susan Delambre       |
| Klaus Kinski     | Hans Rudy Hofner     |

## Rodatge
La pel·lícula va ser rodada en 1984. William Malone ha revelat que no va ser fàcil treballar amb l'actor alemany Klaus Kinski. La seva presència en el film va ser notificada pels productors a William Malone poc després de començar la filmació i el director va haver d'improvisar i reescriure el guió per a crear un paper d'un personatge dement a la seva mesura.

## Crítica i acollida
La pel·lícula, amb un escàs pressupost propi d'una pel·lícula de sèrie B, entre de 700 i 750.000 dòlars, el primer cap de setmanes es va projectar en 186 sales i va facturar 811.243 dòlars, recuperant el pressupost invertit. La pel·lícula va recaptar en total 4 782 000 dòlars.
Els crítics consideren de manera general a Creature com un film derivat de, i extremadament influenciat per Alien,  perquè comparteixen un gran nombre de semblances quant a l'argument, però existeixen opinions diverses sobre el valor de la pel·lícula i de quant intenta allunyar-se William Malone del film de Ridley Scott i aconseguir atorgar una certa personalitat a Creature. John Kenneth Muir veu més enllà de la simple còpia i escriu sobre «un film de sèrie B teixit amb infinitat de referències a obres pretèrites de cinema i televisió» que «constitueix un homenatge a Àlien, a The Thing i a altres clàssics com Forbidden Planet». Considera a més que Creature subversiona de manera positiva i dona la volta a l'arquetip o clixé de yupi espacial en el qual encaixaria el personatge que va interpretar més tard Paul Reiser en la seqüela d' Alien, Aliens.
El propi director, que col·loca a la pel·lícula de Ridley Scott com un dels seus films favorits que més li han influït, econeix que si bé la seva idea original tenia més punts en comú amb Terrore nello spazio, de Mario Bava, els productors se li van acostar sol·licitant una pel·lícula com Alien.